# Йоган Гойфель
Йоган Гойфель (Гейфель) (Heuffel, János (Johann) A.) (29 грудня 1800 — 22 вересня 1857) — угорський ботанік, який працював із зразками Панчича (1814-1888).

## Вибрані публікації
- 1858 рік . Enumeratio plantarum Banatus Temesiensis . Verhandlungen der Zoologisch-Botanischen Gesellschaft in Wien Jg. 39-240

## Спадщина

### Епонімія
Роди

- ( Cyperaceae ) Heuffelia Opiz [4]

- ( Poaceae ) Heuffelia Schur [5]

Види

- (Asteraceae) Cineraria heuffelii Hoppe ex Nyman[7]

- (Crassulaceae) Diopogon heuffelii (Schott) H.Huber[8]

- (Fabaceae) Cytisus heuffelii Wierzb. ex Griseb. & Schenk[9]

- (Iridaceae) Crocus heuffelianus Herb.[10]

- (Rosaceae) Potentilla heuffeliana Steud.[11]

- (Saxifragaceae) Saxifraga heuffelii Schott, Nyman & Kotschy[12]

## Зовнішні посилання
- «Heuffel, János(Johann) A. (1800-1857)». Міжнародний перелік назв рослин (IPNI).